# Matthes Gebel
Pour les articles homonymes, voir Gebel.
Matthes Gebel, né vers 1500 et mort le 22 avril 1574, est un médailleur et sculpteur allemand.